# Max Meier

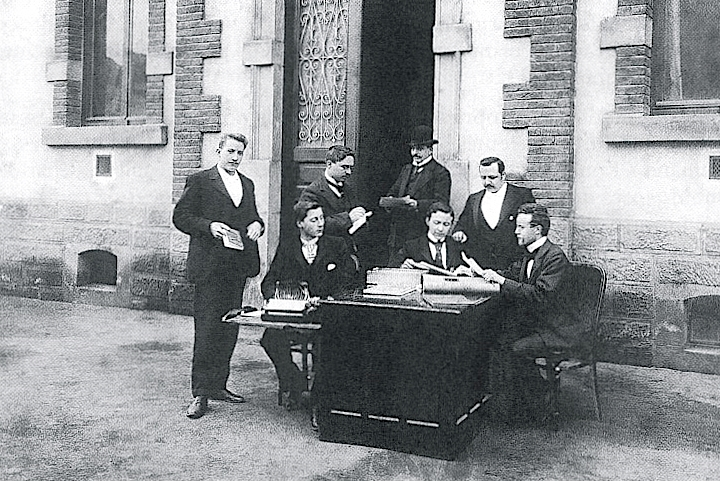
Max Meier (mit Melone) und Mitarbeiter vor dem Büro des Stahlwerks in Differdingen

Max Meier (* 2. Oktober 1863 in Reschitza, Kaisertum Österreich; † 4. März 1919 in Bismarckhütte) war ein deutscher Unternehmer.

## Leben

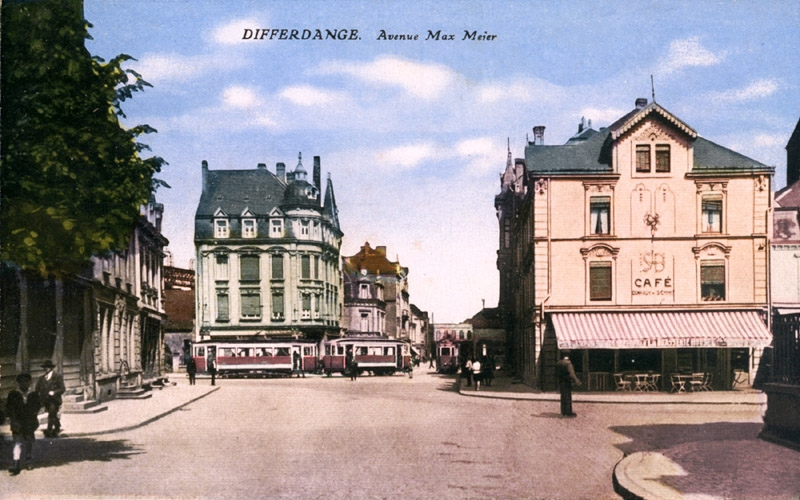
Avenue Max Meier in Differdingen

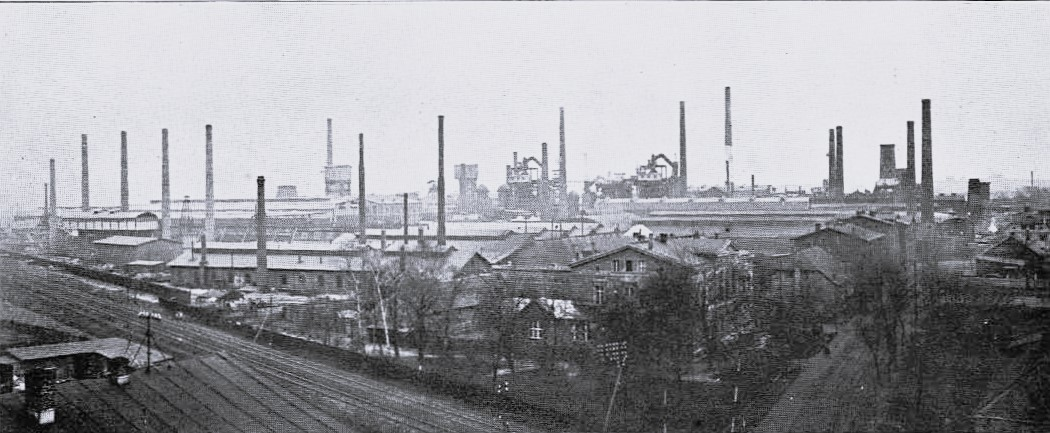
Eisenwerk Bismarckhütte (1908)

Meier wuchs als Sohn des Erfinders Eduard Meier in Reschitza auf, wo sein Vater bis 1880 Leiter eines Eisenwerks war; sein Bruder war der Kunsthistoriker Julius Meier-Graefe. Max Meier studierte Eisenhüttenkunde in Leoben, Breslau und Berlin. In der Breslauer Studienzeit wurde er 1883 Mitglied im dortigen Corps Silesia. Seine berufliche Tätigkeit begann Meier bei der Phoenix AG für Bergbau und Hüttenbetrieb in Ruhrort. Von dort wechselte er 1893 in das Eisenwerk Krämer in St. Ingbert (Saar) über und nahm dort ein Thomasstahlwerk sowie eine dreigerüstige Triowalzenstraße in Betrieb. Ende 1895 wechselte er als technischer Leiter für den Bau eines Stahlwerks und mehrerer Walzwerke zur Société Anonyme des Aciéries de Micheville in das Département Meurthe-et-Moselle. 1898 ging er im Auftrag der Deutsch-Luxemburgische Bergwerks- und Hütten-AG nach Differdingen und baute dort ein neues Stahlwerk auf. Unter seiner Leitung wurde dort 1901 erstmals in Europa ein Grey-Träger gewalzt. 1908 wurde er Generaldirektor und technischer Oberleiter des Eisenwalzwerks Bismarckhütte in Bismarckhütte.

## Auszeichnungen
Für seine Leistungen wurden Meier 1908 die Carl-Lueg-Denkmünze des Vereins Deutscher Eisenhüttenleute und 1913 der Titel eines Ehrendoktors (Dr. ing. h. c.) durch die Technische Hochschule Berlin-Charlottenburg verliehen. In Differdingen wurde 1904 eine Straße nach ihm Rue Max Meier benannt.

## Werke
- Die Herstellung der Halbfabrikate, Schienen, Schwellen und Träger. In: Stahl und Eisen – Zeitschrift für das Deutsche Eisenhüttenwesen, 1898, S. 1017